# Герб Вишневого
Герб Вишне́вого — офіційний символ міста Вишневе Києво-Святошинського району Київської області. Затверджений на VIII сесії Вишневої міської ради V скликання 21 листопада 2006 року.
Автор герба — Юрій Соломінський.

## Опис
Форма щита повторює п’ятикутну форму державного герба України. На малиновому тлі — святий Юрій Змієборець, покровитель міста, у момент перемоги над змієм. У лівому верхньому куті щита — квітка вишні (герб є промовистим). 
Щит розташовано на тлі срібного голуба. З обох боків щита — оливкові гілки. 
Над голубом — червона стрічка зі срібним написом «Духовність і добро».
Голуб символізує мир, любов, стабільність; оливкова гілка – добру вістку; квітуча вишня – історичну назву міста й чистоту помислів. На гербі відтворено момент найяскравішої перемоги Георгія Переможця над змієм. Це перемога духовності й добра над злом, торжество розквіту над занепадом.

## Попередній герб

Затверджений міською радою 25 грудня 1989 року. 
Автор герба — В.Гомановський.
Щит має чотирикутну форму із загостренням в основі та заокругленими нижніми кутами. У пурпуровому полі — срібний подвійний перев'яз праворуч. У першій частині — срібні дата «1887» і залізнична емблема (схрещені гайковий ключ і молоток). У другій — срібна квітка вишні і понижений хвилястий лазуровий пояс, під яким — срібні серп і молот. Срібна глава обтяжена чорною назвою міста українською мовою. 
Емблема означає Південно-Західну залізницю, на якій розташована станція Вишневе (до 2002 року — станція Жуляни). Хвилястий пояс — літописна ріка Желянь, що дала топонім Жуляни. 